# Julius Nase
Julius Nase (* 19. Oktober 1861 in Kamen; † 29. November 1946 in Hiddesen) war Pfarrer in der evangelischen Kirchengemeinde Birkelbach und Wittgensteiner Lokalhistoriker.

## Leben
Nase kam als Sohn des Stellmachers Wilhelm Nase und seiner Frau Karoline Amalie, geb. Höning, zur Welt. Nach dem Besuch des Gymnasiums in Burgsteinfurt studierte er ab 1880 Evangelische Theologie an den Universitäten Leipzig, Greifswald und Bonn. Das Studium beendete er 1883 mit dem ersten Examen in Münster. Das zweite Examen legte er zwei Jahre später ebenfalls vor dem Konsistorium in Münster ab. Am 2. Februar 1887 wurde er in der evangelischen Kirchengemeinde Birkelbach (Kirchenkreis Wittgenstein) ordiniert und als Pfarrer eingeführt. Er betreute die Gemeinde Birkelbach über vier Jahrzehnte hindurch bis zum 31. März 1928.
Am 14. Juni 1889 heiratete er in Volmarstein die Gutsbesitzertochter Amalie Gräfer.

## Leistungen
Der Schwerpunkt von Nases theologischer Arbeit lag im Bereich der Jugendarbeit mit Katechumenen- und Konfirmandenunterricht sowie Christenlehre. Darüber hinaus setzte er seine breit gefächerten medizinischen und historischen Interessen für das Wohl der Allgemeinheit ein. Er wirkte von Anfang an aktiv im Verein für Geschichte und Altertumskunde Wittgensteins und warb intensiv für Erhalt und Pflege des historischen Erbes der Region. Gemeinsam mit den heute bekannteren Pfarrerkollegen Friedrich Wilhelm Winckel und Johann Georg Hinsberg gehört Nase zu den wichtigen modernen Lokalhistorikern Wittgensteins im ausgehenden 19. und beginnenden 20. Jahrhundert, die ihre quellenkritische Arbeit unter Nutzung archivalischer Unterlagen leisteten. Von besonderem Wert ist seine unpublizierte, besonders gründlich gearbeitete Chronik der Gemeinde Birkelbach, auf der jede jüngere Publikation über die Kirchengemeinde fußt.

## Werke in Auswahl
- Die Reformation in Wittgenstein und ihre Träger, in 23 Teilen erschienen in: Evangelisch-kirchliches Sonntags-Blatt für Siegerland und Wittgenstein, Nummern 18–41 (1905).
- Ein Goldmacher im Wittgensteiner Lande (Johann Conrad Dippel). In: Mitteilungen des Vereins für Geschichte und Volkskunde Wittgensteins 2 (1914), S. 19–24 und 44–48.
- Ein Lobgedicht auf die Stadt Berleburg (von Pfarrer Philipp Nicolai, 1654). In: Mitteilungen des Vereins für Geschichte und Volkskunde Wittgensteins 6 (1923), S. 32.
- Julius Nase und Heinrich Lhotzky: Das Nibelungenlied, der Runensang vom deutschen Gedanken, Bd. 1 (Bd. 2 nicht erschienen), Stuttgart 1927.